# 米哈伊利夫卡 (大布爾盧克市鎮)
50°5′24″N 37°24′58″E / 50.09000°N 37.41611°E
米哈伊利夫卡（烏克蘭語：Михайлівка）是位於烏克蘭東部的村莊，由哈爾科夫州庫普揚斯克區的大布尔卢克市镇負責管轄。該村處於大布爾盧克河畔，始建於1750年，面積0.57平方公里，海拔高度153米，2001年人口103。